# Aloe woodii
Aloe woodii là một loài thực vật có hoa trong họ Măng tây. Loài này được Lavranos & Collen. mô tả khoa học đầu tiên năm 2000.